# Cheilodipterus arabicus
Cheilodipterus arabicus är en fiskart som först beskrevs av Gmelin, 1789.  Cheilodipterus arabicus ingår i släktet Cheilodipterus och familjen Apogonidae. Inga underarter finns listade i Catalogue of Life.